# Велика Сельменга
Велика Сельменга́ (рос. Большая Сельменга) — присілок у складі Нюксенського району Вологодської області, Росія. Входить до складу Нюксенського сільського поселення.

## Населення
Населення — 10 осіб (2010; 28 у 2002).
Національний склад (станом на 2002 рік):
- росіяни — 89 %